# Diplocheila oregona
Diplocheila oregona är en skalbaggsart som beskrevs av Hatch. Diplocheila oregona ingår i släktet Diplocheila och familjen jordlöpare. Inga underarter finns listade i Catalogue of Life.